# Etsi deus non daretur
Etsi Deus non daretur è un'espressione latina, coniata nel 1625 dal filosofo olandese Ugo Grozio; serve ad affermare che il diritto naturale è valido di per sé, che Dio esista o meno.

## Traduzione
È stata spesso tradotta erroneamente con: Come se Dio non esistesse.
In realtà la traduzione esatta è: Anche se Dio non fosse dato.

## Utilizzo successivo
L'espressione di Grozio venne riutilizzata dal teologo e pastore luterano Dietrich Bonhoeffer (1906-1945) il quale, nel corso della sua prigionia nel carcere nazista di Tegel a Berlino, invitava i credenti a "vivere come se Dio non esistesse...", ossia a comportarsi correttamente non in nome della fede, ma della ragione umana.
Per converso, sulla scia della scommessa di Pascal, il papa Benedetto XVI ha proposto di capovolgere "l’assioma degli illuministi, l’etsi Deus non daretur nel cui segno nasce la modernità, poiché anche chi non riesce a trovare la via dell’accettazione di Dio dovrebbe comunque cercare di vivere e indirizzare la sua vita veluti si Deus daretur, come se Dio ci fosse".